# Marie Riegrová-Palacká
Marie Riegrová-Palacká (18. dubna 1833 Praha – 29. března 1891 Řím), uváděná i zkráceně jako Marie Riegrová (též Riegerová) byla dcera Františka Palackého a manželka Františka Ladislava Riegera. Byla známá jako filantropka, zaměřená zejména na pomoc chudým matkám a dětem.

## Život
Narodila se v rodině historika Františka Palackého a jeho ženy Terezie Měchurové. Její starší bratr Jan (1830–1908) byl pozdější univerzitní profesor, geograf.
Dne 15. srpna 1853 se provdala za Františka Ladislava Riegra, se kterým měla tři děti:
- Marie Červinková-Riegrová (1854 – 1895) byla známá jako spisovatelka a libretistka
- profesor Bohuslav Rieger (1857 – 1907) se proslavil jako právník
- Libuše Bráfová (1860 – 1930) pracovala v ženském hnutí,[3][5] manželka Albína Bráfa

Marie Riegrová byla aktivní v dobročinných a vzdělávacích spolcích v Praze. Výbor dam pod jejím vrchním vedením zřizoval a provozoval mateřské školy a jesle pro děti z nejchudších pražských rodin. První byla opatrovna u sv. Jakuba, otevřená r. 1869. Do roku 1889 pomáhala založit dalších patnáct mateřských škol; v roce 1890 do nich chodilo 2958 dětí od tří do šesti let, z toho 1117 dostávalo stravu a 1841 oblečení. Z iniciativy paní Riegrové vznikly i jesle pro děti od 1 roku (zpočátku od 1½ roku) do 3 let. V roce 1889 jich v Praze fungovalo šest; starali se v nich o 4934 odkojenců a 634 kojenců. Na financování se v letech 1869 – 90 utratilo 166.573 zlatých, především jako příspěvek města a soukromých dárců.
Byla členkou dozorčí komise nad vyučováním ručním pracím na dívčích školách a dozorčí komise Vyšší dívčí školy v Praze. Pomohla založit pokračovací dívčí školu. Vyjednala příspěvek 2000 zlatých ročně z pražského obecního rozpočtu pro chudé matky a novorozence. Podílela se i na úspěchu sbírky k výzdobě chrámu Cyrila a Metoděje v Karlíně, za což dostala papežský řád.
Za tuto činnost byla oceňována již během svého života, mimo jiné proto, že jí víc záleželo na prospěchu věci než na vlastní slávě. Široká veřejnost si její zásluhy uvědomila zejména po její smrti. Velkolepého pohřbu v Lobkovicích dne 7. dubna 1891 se účastnili zástupci Prahy, dalších českých měst, Národního divadla, Sokola a jiných organizací. 6. dubna byl založen výbor ke zřízení Fondu Marie Riegrové Palacké a shromážděna finanční částka, jejíž úrok byl určen k podpoře chudých matek a kojenců. Podobný spolek vznikl krátce poté i v Kolíně. Na Riegrovou s vděčností vzpomínaly tisíce rodin.